# Jorge Theiler
Jorge Walter Theiler (San José de la Esquina, 12 maggio 1964) è un allenatore di calcio ed ex calciatore argentino di ruolo difensore,  vice allenatore dell'Inter Miami.